# Alguien por quien vivir
Alguien por quien vivir é uma telenovela argentina produzida pela empresa Pol-ka Producciones e exibida pelo El Trece entre 15 de março de 1982 e 10 de setembro de 1982. Sua exibição foi tão repercutida que gerou a maior audiência da rede argentina, a qual conseguiu 41,7 pontos.

## Elenco
- Claudia di Girólamo como Karin Sonnenberg.
- Cristián Campos como Juan José "Juanjo" Elizalde.
- Sonia Viveros como Ana Filippi.
- Walter Kliche como Agustín Filippi.
- Silvia Santelices como Cecilia de Sonnenberg.
- Fernando Kliche como Jaime.
- Gloria Münchmeyer como Silvia.
- Patricio Achurra como Óscar.
- Lucy Salgado como Julieta.
- Jaime Vadell como César Alonso.
- Coca Guazzini como Graciela.
- Ramón Farías como Hugo.
- Malucha Pinto como Olga Filippi.
- Grimanesa Jiménez como Roberta.
- Mauricio Pesutic como Javier.
- Domingo Tessier como Santiago Elizalde.
- Nelly Meruane como Ester de Elizalde.
- Cristian García Huidobro como Alejandro Elizalde.
- Reinaldo Vallejo como Federico Sonnenberg.
- Tennyson Ferrada como Max.